# James Randi
James Randi, nato James Hamilton Randall Zwinge (Toronto, 7 agosto 1928 – Plantation, 20 ottobre 2020), è stato un illusionista, divulgatore scientifico e personaggio televisivo canadese naturalizzato statunitense.
Conosciuto anche come The Amazing Randi ("Lo stupefacente Randi"), è stato un prestigiatore professionista, un razionalista e uno scettico, nonché un oppositore delle pseudoscienze.
È noto in particolare per la One Million Dollar Paranormal Challenge, il premio di un milione di dollari messo in palio dalla sua fondazione, la James Randi Educational Foundation, che era disponibile per chiunque fosse stato in grado di mostrare, in condizioni scientificamente controllate e preventivamente concordate fra le parti, un qualsiasi fenomeno paranormale di qualunque tipo, o legato all'occultismo, oppure un miracolo. Nel 2015 il premio è stato cancellato, dopo che Randi si è ritirato dal suo incarico presso la James Randi Educational Foundation, e l'importo è stato destinato a donazioni per i gruppi no profit che promuovono il pensiero critico.
Randi è stato in questo senso una figura di spicco dello CSICOP (oggi Committee for Skeptical Inquiry), l'associazione statunitense a cui si è ispirato in Italia il CICAP.
È stato inoltre ospite regolare del programma televisivo intitolato Bullshit! ("Stronzate!"), condotto dai noti illusionisti razionalisti Penn & Teller.

## Biografia
Randi era il maggiore di tre figli, lui, suo fratello e una sorella. La madre era Marie Alice Paradis (1906–1987), mentre il padre, George Randall Zwinge (1903–1967), era un impiegato della Bell Telephone Company. Il suo interesse nel debunking del paranormale iniziò nei primi anni dell'adolescenza quando lesse un libro di illusionismo nei tredici mesi in cui fu costretto a letto da un incidente avuto andando in bicicletta. Contrariamente alle aspettative dei medici, Randi riprese a camminare. Nei primi anni sessanta lavorò in alcuni night club nelle Filippine. In quel periodo Randi fu testimone di molti trucchi presentati come se fossero poteri soprannaturali. Una delle prime esperienze da lui registrate fu quella di vedere un predicatore usare il trucco della "lettura del biglietto" per convincere i fedeli dei suoi poteri divini.
Per molti anni Randi è stato un astronomo dilettante, influenzato dal suo amico Carl Sagan.

### Carriera professionale
Randi ha lavorato come illusionista ed escapologo professionista fin dal 1946 inizialmente con il suo nome di nascita Randall Zwinge. All'inizio della sua carriera prese parte a numerosi numeri in cui fuggiva sano e salvo da una cella. Il 7 febbraio del 1956 apparve in diretta sul The Today Show rimanendo per 104 minuti in una bara di metallo sigillata nel fondo di una piscina di un hotel, battendo quello che si afferma essere il record di Houdini (93 minuti).
Randi, alla metà degli anni sessanta, fu ospite di The Amazing Randi Show in una stazione radio di New York (WOR-Radio). Fu numerose volte ospite in televisione e compì diversi tour. Dal 1967 al 1972 apparve come "The Amazing Randi" in uno spettacolo televisivo intitolato Wonderama e fu ospite di un show per bambini chiamato The Magic Clown nel 1970. Nel numero del 2 febbraio 1974 di Abracadabra (un periodico britannico di illusionismo) Randi definì la comunità degli illusionisti dicendo "Non conosco nessuna vocazione che dipenda così tanto sulla fiducia reciproca e la fede come la nostra".
Durante il tour di Alice Cooper del 1974 Randi si esibì interpretando un dentista e un boia. Era inoltre l'autore di diversi oggetti della scenografia, tra cui una ghigliottina.

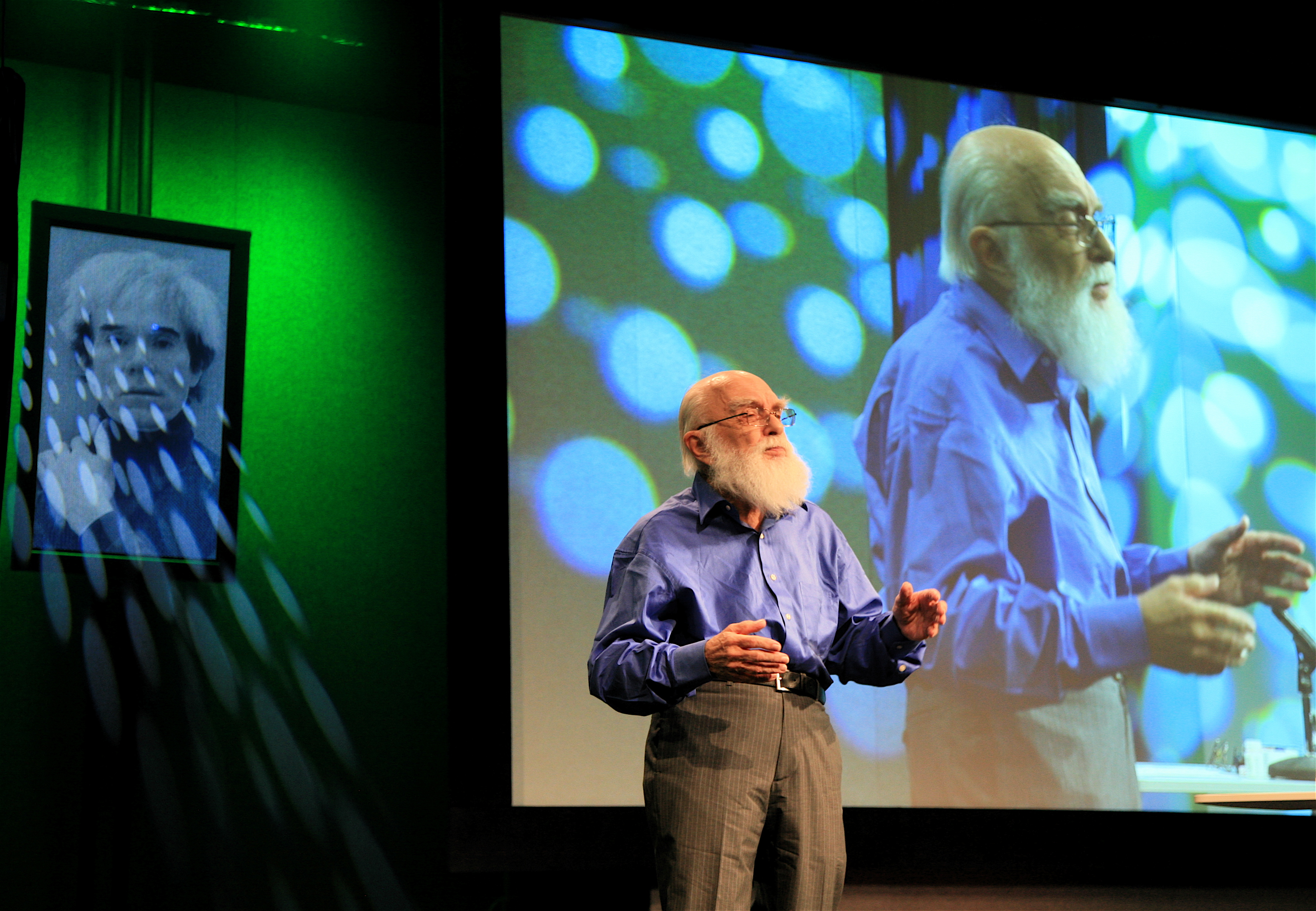
Randi nel 2007 alla conferenza Technology Entertainment Design (TED)

L'anno successivo, nell'inverno del 1975, Randi si liberò da una camicia di forza mentre era sospeso a testa in giù sopra le cascate del Niagara in diretta durante il programma World of Wizards sulla TV canadese.
Agli inizi della sua carriera a Randi fu mandato un contratto per un tour in Florida. Un suo amico di New York gli fece presente che sicuramente avrebbe lavorato in luoghi dove i neri sarebbero stati discriminati. Nel contratto Randi fece quindi apporre una clausola dove si imponeva ai promotori del tour di non negare i biglietti ai neri o attuare forme di discriminazione razziale. Arrivato sul palcoscenico si accorse però che la clausola era stata disattesa e i neri erano stati costretti a seguire lo show dalla balconata; decise quindi di lasciare immediatamente il tour. Appellandosi poi al sindacato degli artisti americani (American Guild of Variety Artists) riuscì a ottenere l'intero compenso che era stato previsto.
Randi fu una volta accusato di usare "poteri paranormali" per compiere azioni come quella della flessione del cucchiaio. James Alcock riferisce che tale accusa fu mossa durante un meeting nel quale Randi stava ripetendo le performance di Uri Geller. Un professore dell'Università di Buffalo gridò che quella di Randi era una truffa. Randi rispose "Sì, infatti, io sono un imbroglione, un truffatore, un ciarlatano, è questo che io faccio per vivere. Tutto ciò che ho fatto qui oggi è un imbroglio". Il professore replicò "Non è questo che intendevo. Tu sei un imbroglione perché fingi di fare queste cose con dei trucchi ma in realtà tu stai usando i tuoi poteri mentali e ci stai fuorviando non ammettendolo". Il famoso scrittore e spiritista Arthur Conan Doyle, anni prima, aveva mosso le stesse accuse a Harry Houdini.

### Autore
Randi è autore di Conjuring (1992), una biografia storica dei più noti illusionisti. Il libro presenta i più influenti illusionisti e spiega la loro storia e amplia quanto già proposto nel suo libro del 1976 Houdini, His Life and Art che descriveva la figura di Houdini e il suo seguito. Randi ha anche scritto un libro per bambini The Magic World of the Amazing Randi con l'intento di introdurre i bambini all'arte dell'illusionismo.
Oltre ai libri sulla magia e sull'illusionismo ha scritto numerosi testi a fini educativi e divulgativi sul paranormale e sulle pseudoscienze. Questi includono la biografia di Uri Geller e quella di Nostradamus. Sul suo sito si legge che stava lavorando a un testo concernente la sua applicazione dello scetticismo alla scienza.

### Carriera come scettico
Randi salì alla ribalta internazionale nel 1972 quando sfidò le affermazioni di Uri Geller. Randi accusò Geller di essere un semplice ciarlatano, che usava  trucchi "magici" per realizzare i suoi presunti poteri paranormali; argomentò le sue dichiarazioni nel libro The Truth About Uri Geller (conosciuto anche come The Magic of Uri Geller).
Geller intentò un'azione legale contro il CSICOP, di cui Randi era uno dei fondatori. L'azione legale fu respinta e Geller condannato a pagare 120.000 dollari per avere avventatamente promosso la causa legale.
Randi fu tra i fondatori e principali membri dello CSICOP, il Comitato per l'Investigazione Scientifica delle Affermazioni sul Paranormale, oggi Comitato per l'Indagine Scettica. Randi in seguito si dimise dallo CSICOP, nel periodo in cui Uri Geller stava intentando diverse cause nei suoi confronti. La dirigenza dello CSICOP, volendo evitare di diventare uno dei bersagli delle cause di Geller, aveva richiesto che Randi si astenesse dal fare commenti su Geller. Randi rifiutò e si dimise, ma mantenne una rispettosa relazione con il gruppo e spesso scrisse articoli sulla loro rivista.
Randi continuò a scrivere diversi libri, criticando credenze e asserzioni riguardanti il paranormale. Nel tempo ha avuto un ruolo molto importante nello smascherare frodi e ciarlatani che sfruttavano questo campo per il loro personale guadagno.
Per fare un esempio nella burla progetto Alpha Randi mostrò come si possa attuare un esperimento eterodiretto, lungo un anno, relativo ai poteri psichici, grazie a fondi privati. La burla divenne uno scandalo e dimostrò l'inaffidabilità di molte ricerche sul paranormale di livello universitario. Alcuni dissero che la burla non era etica, mentre altri affermarono che il suo fu un legittimo esercizio per il debunking delle ricerche mal fatte.

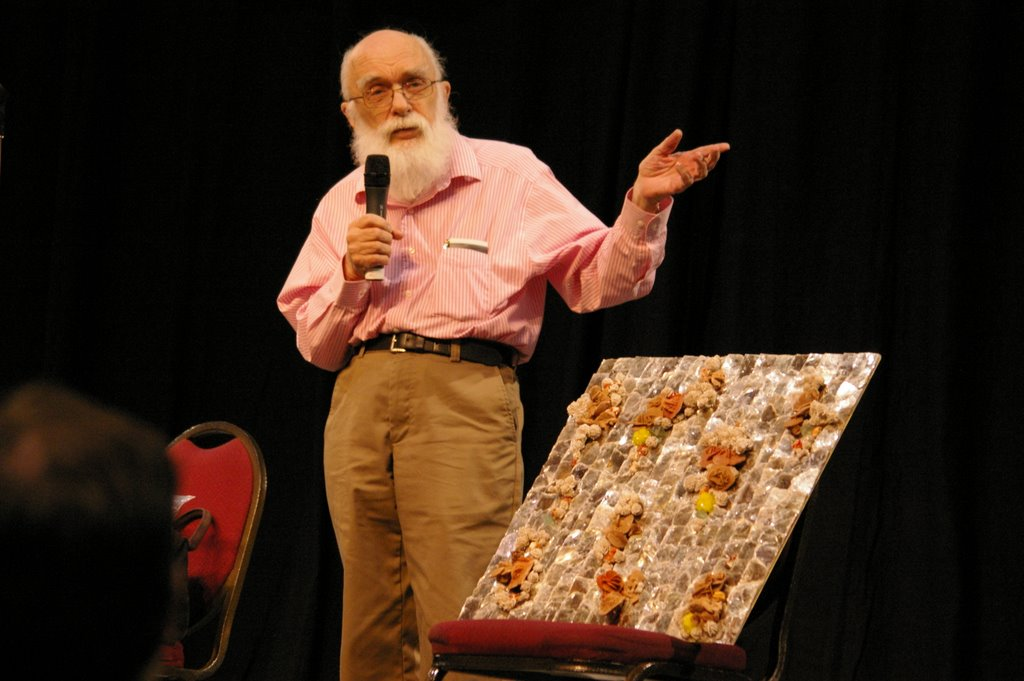
James Randi al The Amazing Meeting nel 2007

Randi è apparso anche in numerosi programmi televisivi, talvolta smascherando in diretta le presunte abilità dei personaggi ospiti. Nel 1981 partecipò allo show That's My Line in cui era presente anche James Hydrick che affermava di potere muovere gli oggetti con la sola forza della propria mente. Dimostrò quindi la sua abilità in diretta sfogliando le pagine di un elenco telefonico senza toccarle; Randi ritenne che il trucco usato era dato da un soffio furtivo: Hydrick, senza farsene accorgere, soffiava sulle pagine dell'elenco così girandole. Randi sistemò quindi, intorno all'elenco telefonico, della gommapiuma invitando Hydrick a ripetere la sua performance; questi, dopo essere rimasto in concentrazione accanto all'elenco telefonico per diverso tempo, si dichiarò incapace di esprimere il suo potere in quelle condizioni. Dato che, a detta di Randi e della giuria presente sul palco, la gommapiuma non impediva in alcun modo alle pagine di girarsi, la conclusione fu che Hydrick non era realmente capace di produrre un fenomeno paranormale. Molti anni dopo, Hydrick ammise la frode.
Nel 1982 Randi sottopose a controllo le abilità di Arthur Lintgen, un fisico di Filadelfia che sa determinare quale musica classica è registrata su un disco in vinile solo esaminando i solchi. In ogni caso Lintgen non afferma di avere poteri paranormali; piuttosto ha una particolare conoscenza di come i solchi vengono incisi.
Randi fu insignito del premio MacArthur Genius Grant nel 1986. I soldi del premio furono usati in una campagna volta a smascherare i "guaritori religiosi" (cioè coloro che intendono fare guarire qualcuno attraverso preghiere o atti di fede). Furono smascherati Peter Popoff, W. V. Grant e Ernest Angley.. Popoff, una volta scoperto, dovette dichiarare bancarotta nell'anno successivo
Nel 1988 Randi dimostrò quanto creduloni siano i mass media organizzando egli stesso una burla. Unendosi alla squadra del programma australiano 60 Minutes e rilasciando una falsa cartella stampa accrebbe la pubblicità di un medium chiamato Carlos, che in realtà era un artista di nome Jose Alvares amico di Randi che gli comunicava ciò che doveva dire attraverso un sofisticato sistema radio. Nessuno si preoccupò di verificare le credenziali e la storia del fantomatico Carlos. La burla fu svelata nella stessa trasmissione.
Nel 1989 Randi partecipò, insieme al direttore della rivista Nature John Maddox e a Walter Stewart, ricercatore specializzato in patologia clinica e particolarmente esperto di errori e frodi nella ricerca medica, alla commissione di controllo della pubblicazione di Jacques Benveniste che "dimostrava" l'esistenza della cosiddetta memoria dell'acqua (Nature, 333 (6176):816-818,1998). La commissione dimostrò che i risultati di Benveniste erano frutto di una frode.
Nel libro The Faith Healers Randi spiega la sua rabbia come motivata dalla compassione per le vittime delle frodi. Egli è stato inoltre molto critico verso il presunto medium João de Deus (conosciuto anche come John of God) autoproclamatosi chirurgo. In merito Randi osservò che «per ogni prestigiatore d'esperienza sono ovvi i mezzi usati per fare sembrare queste cose dei miracoli».
Randi scriveva regolarmente in una rubrica chiamata "'Twas Brillig", sulla rivista Skeptic della The Skeptics Society.

### James Randi Educational Foundation
Nel 1996 Randi fondò la James Randi Educational Foundation (JREF). Questa supporta le indagini sulle affermazioni riguardanti il paranormale e tenta di verificarle in condizioni sperimentali controllate, offrendo un premio di un milione di dollari a chiunque possa dimostrare un'abilità sovrannaturale seguendo criteri di test scientifico concordati. Nessuno ha mai superato un test preliminare, che viene stabilito e concordato tra Randi e il candidato. Randi aggiorna il sito web della JREF, con dei commenti scritti, il venerdì.
Nel 1987 Randi fu naturalizzato cittadino statunitense; egli racconta che la ragione per la quale acquisì la cittadinanza americana è da rinvenire in un incidente occorso mentre era in tour con Alice Cooper, quando la polizia a cavallo canadese perquisì gli armadietti della band e tenne Randi sotto la minaccia delle armi appena questi provò a obiettare.

### Ultimi anni e morte
Nel febbraio del 2006 fu sottoposto a un intervento per un bypass aorto-coronarico. Durante la degenza il suo sito web fu aggiornato settimanalmente da diversi ospiti. In seguito egli poté partecipare all'Amazing Meeting  (un convegno annuale di scienziati, illusionisti, scettici, atei e altri pensatori liberi) a Las Vegas nel 2007.
Nel marzo del 2010 Randi ha annunciato pubblicamente per la prima volta di essere omosessuale.
È deceduto il 20 ottobre 2020 a Plantation all'età di 92 anni. Il corpo è stato cremato.

## Omaggi
- Nel 1981 gli è stato intitolato un asteroide: 3163 Randi.

## Dispute legali
La rivalità tra Randi e i suoi oppositori è giunta davanti ai tribunali in diverse occasioni. Randi ha affermato che in queste dispute legali non ha mai dovuto sborsare nemmeno un dollaro a coloro che gli avevano fatto causa.

### Eldon Byrd
In un'intervista per Twilight Zone Magazine Randi accusò Uri Geller ed Eldon Byrd di essere gli ispiratori di un piano di ricatto che mirava a distruggerlo. Byrd fece causa a Randi e questi accusò a sua volta Byrd di avere molestato dei bambini. I testimoni condotti in tribunale negarono che ci fossero state delle molestie verso dei bambini ma Byrd fu comunque arrestato per possesso (con l'intento di distribuire) di materiale osceno che riproduceva dei bambini. Nonostante questo Byrd vinse la causa ma il giudice non gli concesse il risarcimento economico richiesto.

### Uri Geller
- In un'intervista con un quotidiano giapponese, a Randi venne attribuita un'affermazione secondo cui Uri Geller aveva spinto un suo caro amico a "spararsi in testa", dopo che Franklin aveva scoperto di essere stato raggirato da Geller. Randi successivamente disse che si trattava di una metafora il cui senso era andato perso con la traduzione[47]. Poiché questo amico morì per cause naturali, Geller fece causa con successo al quotidiano e a Randi nei tribunali giapponesi. Randi non poté partecipare al processo e nel marzo del 1993, a condanna emessa, si rifiutò di pagare i 500000 ¥ stabiliti dal giudice. Geller più tardi, in un accordo con il CSICOP, acconsentì a non perseguire Randi per quella somma.[48][49] L'editore giapponese invece risolse la questione extragiudizialmente con una somma "a sei cifre".[2][50]
- Randi una volta commentò che i trucchi di Uri Geller erano della stessa qualità di quelli che Randi leggeva sul retro delle scatole di cereali quando era bambino. Geller fece causa sia a Randi che allo CSICOP. Lo CSICOP disconobbe Randi, dichiarando che l'organizzazione non era responsabile delle affermazioni di Randi. La corte concordò che coinvolgere lo CSICOP fosse ridicolo, e venne quindi scagionato. A Geller venne ordinato di pagare dei danni sostanziosi al CSICOP.[51][52][53] La sentenza escludeva specificamente Randi dal ricevere parte di quei soldi. Randi e Geller hanno entrambi accumulato spese legali per centinaia di migliaia di dollari. In un incontro privato sono giunti a un accordo extragiudiziale, i cui dettagli sono stati tenuti privati. Questo accordo è in gran parte responsabile della mutua decisione da parte di Randi e dello CSICOP di separare le proprie strade.

### Altre dispute legali
Allison DuBois, sulla cui vita era basata la serie televisiva Medium, il 17 dicembre del 2004 minacciò Randi di un'azione legale per avere usato, sul proprio sito web, una sua foto presa dal suo sito web senza alcun permesso. Randi rimosse la foto, ricorrendo, da allora in poi, ad una caricatura della DuBois.
Verso la fine del 1996 Randi intentò un'azione legale per diffamazione contro il sensitivo canadese Earl Gordon Curley. Curley aveva fatto molti sgradevoli commenti su Usenet. Nonostante lo avesse istigato su usenet ad agire legalmente (Curley affermava che se Randi non avesse intentato azioni legali allora significava che le sue asserzioni erano vere) Curley sembrò sorpreso quando Randi assunse il miglior avvocato di Toronto e avviò l'azione legale. Il processo non arrivò alla fine per l'improvvisa morte di Curley a 51 anni.

## La sfida da un milione di dollari
Nelle condizioni e norme che regolamentano la sua sfida da un milione di dollari, Randi dichiara semplicemente che entrambe le parti (lui e chi accetta la sfida) devono accordarsi in anticipo su quali condizioni della prova costituiscono un "successo" e quali costituiscono un "fallimento". Randi inoltre rifiuta qualsiasi sfidante che potrebbe soffrire gravi lesioni o la morte, come risultato del test a cui intende sottoporsi.
Alcuni dei detrattori di Randi sostengono che la sfida non è sincera, e che Randi farà in modo di essere sicuro di non doverla mai pagare. Nel numero di ottobre 1981 della rivista Fate, Dennis Rawlins citò una affermazione di Randi "Ho sempre una via di uscita". Alcuni critici interpretano questa nel senso che non lascerà mai che la sua organizzazione perda tale sfida. Altri, notando che questo articolo nacque da una lotta politica interna tra i membri dello CSICOP, ritengono che questa citazione sia stata forzata, e che si riferisca al fatto che Randi impieghi delle salvaguardie contro gli imbrogli.
La sfida è stata criticata perché secondo gli avversari di Randi essa darebbe a Randi stesso troppo controllo nel determinare se una asserzione è vera o meno. È stato fatto notare che un potenziale sfidante potrebbe essere cauto nell'intraprenderla, sulla base del fatto che Randi potrebbe insistere su condizioni che sono difficili da accettare. Non c'è comunque prova che questo sia mai avvenuto. Le discussioni tra la JREF e gli sfidanti vengono pubblicate su una public discussion board. Da tale sito emerge che in realtà il principale motivo di dissenso fra gli sfidanti e Randi consiste nel fatto banalissimo (e normale in qualsiasi investigazione scientifica) che Randi chiede di definire in anticipo e nel dettaglio quale tipo di fenomeno si intende dimostrare. Se si afferma di essere in grado di indovinare dieci carte coperte, e non se ne indovina nemmeno una, non si ha il diritto di sostenere di avere dimostrato uno "psi negativo" e quindi rivendicare comunque il premio, nonostante si sia fallito completamente il test.

Tuttavia Randi concede, a chi ritiene di avere uno "psi negativo", di provare a manifestare tale qualità attraverso un test controllato, nel quale il compito consisterà nel non indovinare neppure una delle carte coperte, ovviamente in test successivi e ripetuti per escludere l'effetto del puro e semplice caso. Inoltre, se lo sfidante afferma che la presenza di persone "scettiche" può annullare il suo potere, il test verrà condotto in assenza di persone, ma comunque in condizioni tali (telecamere a circuito chiuso eccetera) che sia esclusa la possibilità di "barare" approfittando dell'assenza di controlli.
Un'altra obiezione fatta dai critici della sfida è che le regole vietano un giudizio indipendente, rendendo il successo o il fallimento dipendente dal fatto che Randi accetti o meno che il test sia stato superato rendendolo in definitiva l'unico giudice della sfida.
Secondo Victor Zammit, il quale propone anche lui una sfida da un milione di dollari di segno opposto, la sfida di Randi sarebbe una frode in quanto impossibile da vincere, poiché la vittoria si otterrebbe a insindacabile giudizio dello stesso Randi e non di una commissione terza e questo dimostrerebbe il perché nessuno è mai arrivato all'ultima fase dei test. Nel merito si deve notare comunque che la regola n. 8 della sfida affida a una persona indipendente un assegno da 10000 $ staccato da Randi, da consegnare al pretendente immediatamente dopo il successo della prova, che deve essere seguito entro 10 giorni dal pagamento del premio completo. Inoltre tale obiezione viene contrastata da Randi, facendo notare che i test sono progettati in modo che non ci sia bisogno di un giudizio. Se l'accordo è che lo sfidante dimostrerà poteri telecinetici sollevando di cinque centimetri un oggetto con un peso concordato e lo poserà su un piatto a cinque centimetri di distanza, alla fine dell'esperimento o l'oggetto si sarà spostato (sotto la registrazione delle telecamere), oppure non si sarà spostato. Non si tratta di dare giudizi, ma solo di verificare se l'evento promesso si sia verificato oppure no. Se lo sfidante dichiara che dimostrerà poteri di rabdomanzia individuando fra una serie di contenitori tutti uguali quali contengono acqua e quali no, è sufficiente aprire i contenitori e verificare se l'acqua ci sia o no. Non occorre alcun giudizio, ma una banale verifica.
Di seguito alcune obiezioni alla natura del test ovvero alle sue regole:
- Nessun giudizio indipendente verrà usato, e i test sono costruiti dalla JREF senza una revisione paritaria scientifica.

La JREF fa notare che le regole di ciascun test sono stabilite in modo che i risultati siano completamente ovvi e non ambigui nel decidere se la persona che si sta mettendo sotto test abbia o meno delle capacità paranormali. I giudici coinvolti nei test preliminari sono usualmente scienziati o scettici che non fanno parte della JREF e che sono noti per essere dei buoni osservatori.
- Randi ha respinto almeno un candidato, e la lettera che motivava il rifiuto dichiarava che la mancata accettazione era dovuta al fatto che il candidato era "un bugiardo e un truffatore". Il candidato in questione sosteneva di essere in grado di sopravvivere senza mangiare cibo.[60]

...Randi e la JREF hanno ripetutamente dichiarato di volere rifiutare qualsiasi candidato che si ponga in grave pericolo fisico, per il quale la JREF non vuole sentirsi responsabile. Randi ha commentato in due occasioni sul caso specifico sollevato dal sito web Alternative Science.
- Al gennaio 2005, nessuna offerta di condurre un test formale è stata fatta dalla JREF a un candidato.[63]

La JREF replica che ciò è avvenuto perché ha determinato che nessuno dei candidati ha mai dimostrato abilità paranormali nei test preliminari; tali test sono stati condotti a centinaia.
- Alcuni sostengono che il milione di dollari non esiste, o è in forma di pagherò.

La JREF dichiara che il milione di dollari è in forma di obbligazioni negoziabili, che fanno parte del "James Randi Educational Foundation Prize Account" e che la verifica del conto e dell'ammontare del premio possono essere fornite su richiesta. Randi afferma che i soldi sono su un conto della Goldman Sachs, e una copia del contratto bancario della JREF è visibile a questo indirizzo.

## Lo stile caustico di Randi
I parapsicologi in genere cercavano di sminuire le sfide di Randi, attaccandolo per il suo carattere e per lo stile polemico e inflessibile con cui scriveva e si presentava, cosa che gli valse molti nemici tra quelli che si proclamano esperti di paranormale. In risposta, i sostenitori di Randi sottolineavano l'esistenza di altre organizzazioni di scettici con premi simili a chi dimostra l'esistenza di abilità paranormali, e come che chiunque sostenga di essere un esperto nel proprio campo del paranormale potesse candidarsi per uno qualsiasi di questi premi, evitando così di avere a che fare con Randi. Nel suo commentario settimanale, Randi spesso spiegava la sua mancanza di pazienza con esempi del tipo di assurdità con cui aveva a che fare quotidianamente.
Anche se alcuni trovano Randi graffiante o addirittura aggressivo, il libro The Faith Healers spiega che la sua rabbia e inesorabilità nasce dalla compassione per le vittime inermi delle frodi. Inoltre, nel suo commento settimanale, Randi spesso esprime sgomento perché deve frequentemente svelare diverse frodi, in quanto nessun altro se ne occupa.
Nel 2013 Randi accusò Sylvia Browne - una nota sedicente sensitiva americana,  autrice di numerosi libri sulla spiritualità, che in vita eseguì migliaia di letture del pensiero con un'ampia gamma di gruppi e individui — di non essersi mai presentata per la sfida del premio da un milione di dollari, nonostante la Browne avesse accettato di sottoporvisi durante la trasmissione Larry King Live nel settembre 2001. Nella stessa occasione, l'illusionista ammise di avere sul suo sito web un orologio che indicava il numero di settimane passate dalla dichiarazione di Sylvia Browne di accettare la sfida di Randi. Sylvia Browne è deceduta il 20 novembre 2013.